# (6252) Montevideo
(6252) Montevideo est un astéroïde de la ceinture principale.

## Description
(6252) Montevideo est un astéroïde de la ceinture principale. Il fut découvert par Gonzalo Tancredi le 6 mars 1992 dans le cadre du programme UESAC (Uppsala-ESO Survey of Asteroids and Comets) à l’observatoire de La Silla. Il présente une orbite caractérisée par un demi-grand axe de 2,9051 UA, une excentricité de 0,0646 et une inclinaison de 3,1385° par rapport à l'écliptique.
Il fut nommé en hommage à la capitale de l’Uruguay, Montevideo, lieu où est né le découvreur.

## Compléments